# Eli Dershwitz
Eli Dershwitz (Sherborn, 23 settembre 1995) è uno schermidore statunitense, specializzato nella sciabola. Ha rappresentato gli Stati Uniti ai Giochi olimpici di Rio de Janeiro 2016 nella sciabola individuale.

## Palmarès
- Mondiali

Wuxi 2018: argento nella sciabola individuale.
Milano 2023: oro nella sciabola individuale e bronzo nella sciabola a squadre.
- Giochi panamericani

Toronto 2015: oro nella sciabola individuale e nella sciabola a squadre